# Вальдштейнский дворец

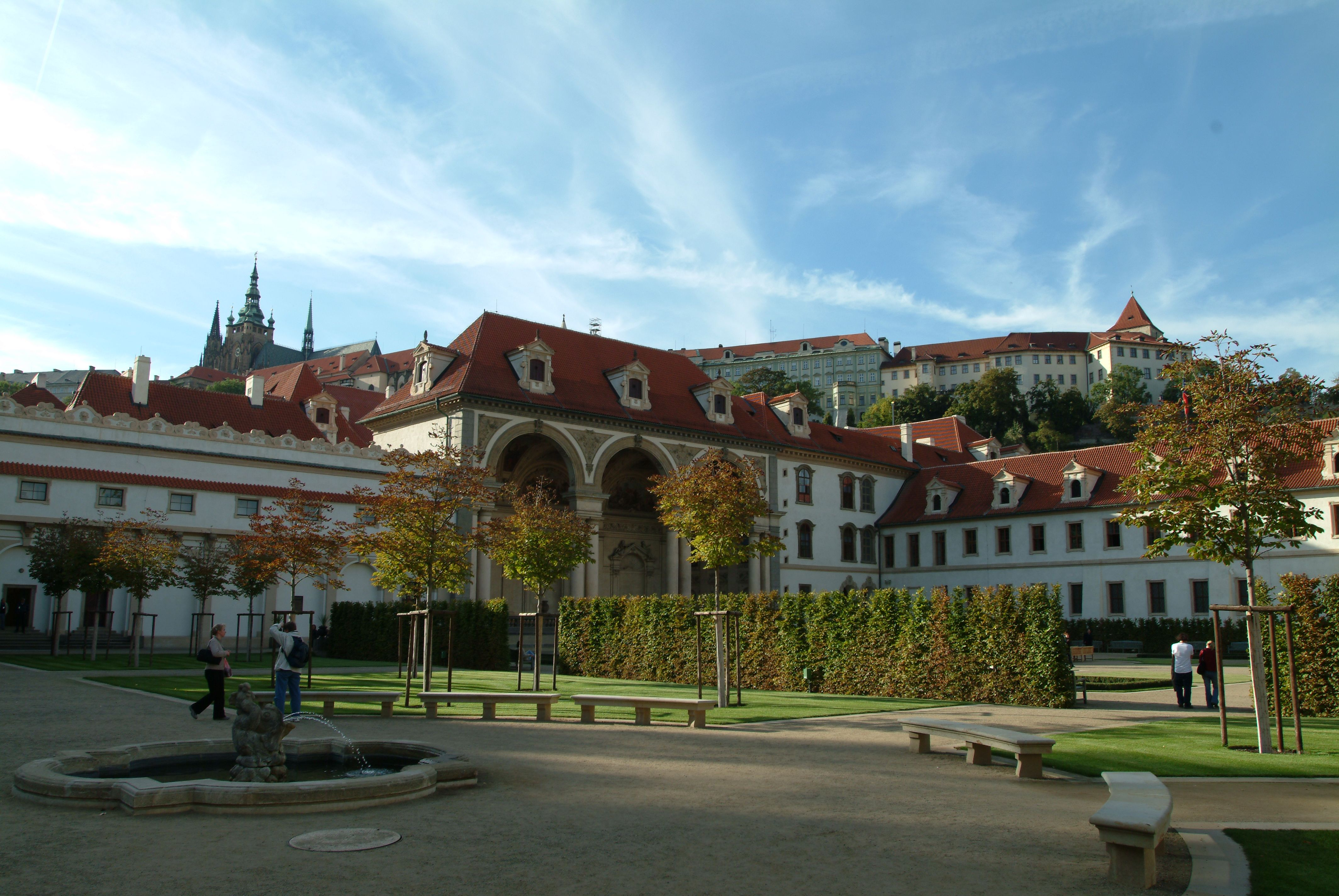
Вид из покоев Валленштейна на Пражский Град

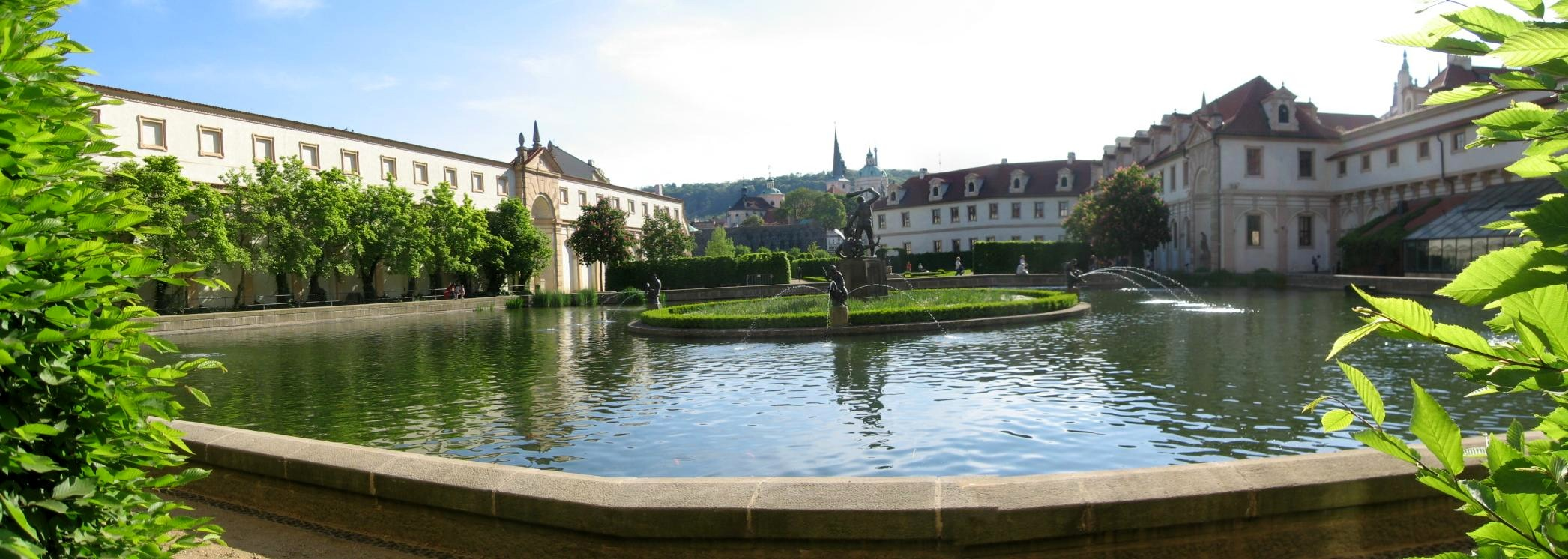
Сад внутри дворцового комплекса

Вальдштейнский дворец (чеш. Valdštejnský palác) — крупнейший дворец Праги, место заседаний сената Чехии (с 1992 года). Резиденция была выстроена в квартале Мала Страна для фельдмаршала Альбрехта фон Валленштейна в 1623—1630 годах на месте 26 особняков и 6 садов.
Превалирующий стиль можно определить как поздний ренессанс или маньеризм. Строительство курировали Андреа Спецца, любимый зодчий Валленштейна, и Джованни Галлиано де Пьерони. Считается, что при проектировании лоджии Пьерони вдохновлялся работами своего отца в Лигурии.
Внутри дворца наиболее примечателен Рыцарский зал в два этажа с изображением Валленштейна в виде бога войны, Марса. Работа живописца Баччо дель Бьянко. Прочие фрески навеяны сюжетами «Энеиды». Часть фресок была закрашена в 1853 году, но восстановлена при реставрации 1954 года. Дворцовая капелла украшена сценами из жизни Святого Вацлава.
После убийства заказчика дворец был конфискован в казну, затем возвращён его племяннику и оставался во владении Вальдштейнов до конца Второй мировой войны. Во время послевоенной реставрации был восстановлен в изначальном виде сад с прудом, где установлен фонтан с бронзовой статуей Нептуна, которую выполнил крупнейший представитель северного маньеризма, Адриан де Врис.
Скульптурные группы в саду — копии с оригиналов, которые были увезены из Праги шведскими интервентами и ныне красуются в Дроттнингхольмском парке.